# Drzewka Miast Partnerskich
Drzewka Miast Partnerskich, česky lze přeložit jako Stromky partnerských měst, jsou malá alej v arboretu/lesoparku Arboretum Bramy Morawskiej (Arboretum Moravské Brány) v lese Obora v městské čtvrti Obora města Racibórz (Ratiboř) v Polsku. Geograficky se také nachází v nížině Ratibořská kotlina v okrese Ratiboř ve Slezském vojvodství v krajinném parku Park Krajobrazowy Cysterskie Kompozycje Krajobrazowe Rud Wielkich. Alej slavnostně vysadili zástupci partnerských měst Ratiboře.

## Historie a popis aleje
Alej Drzewka Miast Partnerskich byla postavena v roce 2012 a skládá se z buků, které vysadili zástupci partnerských měst:
- Kaliningrad, Kaliningradská oblast, Rusko
- Kandřín-Kozlí, Opolské vojvodství, Polsko
- Leverkusen, Severní Porýní-Vestfálsko, Německo
- Opava, Moravskoslezský kraj, Česko
- Roth, Bavorsko, Německo
- Tysmenycja, Ivanofrankivská oblast, Ukrajina
- Wrexham, Spojené království
- Ostrava-Poruba, Moravskoslezský kraj, Česko

Alej je lemovaná kameny a na jejím konci je postavený kamenný kruh a uprostřed je dřevěný sloup se stříškou.

## Další informace
Místo je celoročně volně přístupné.

## Galerie

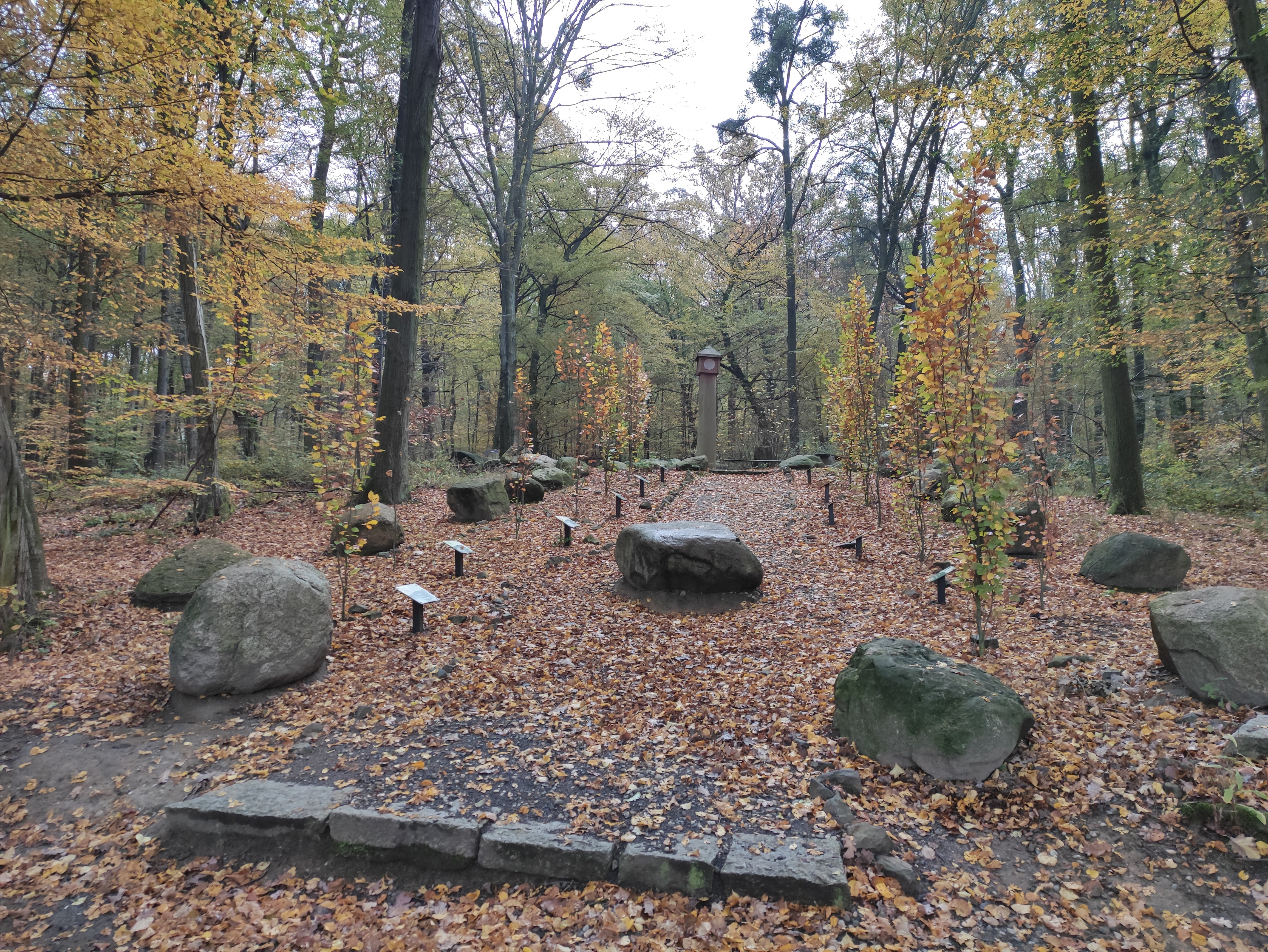
Pohled zdola
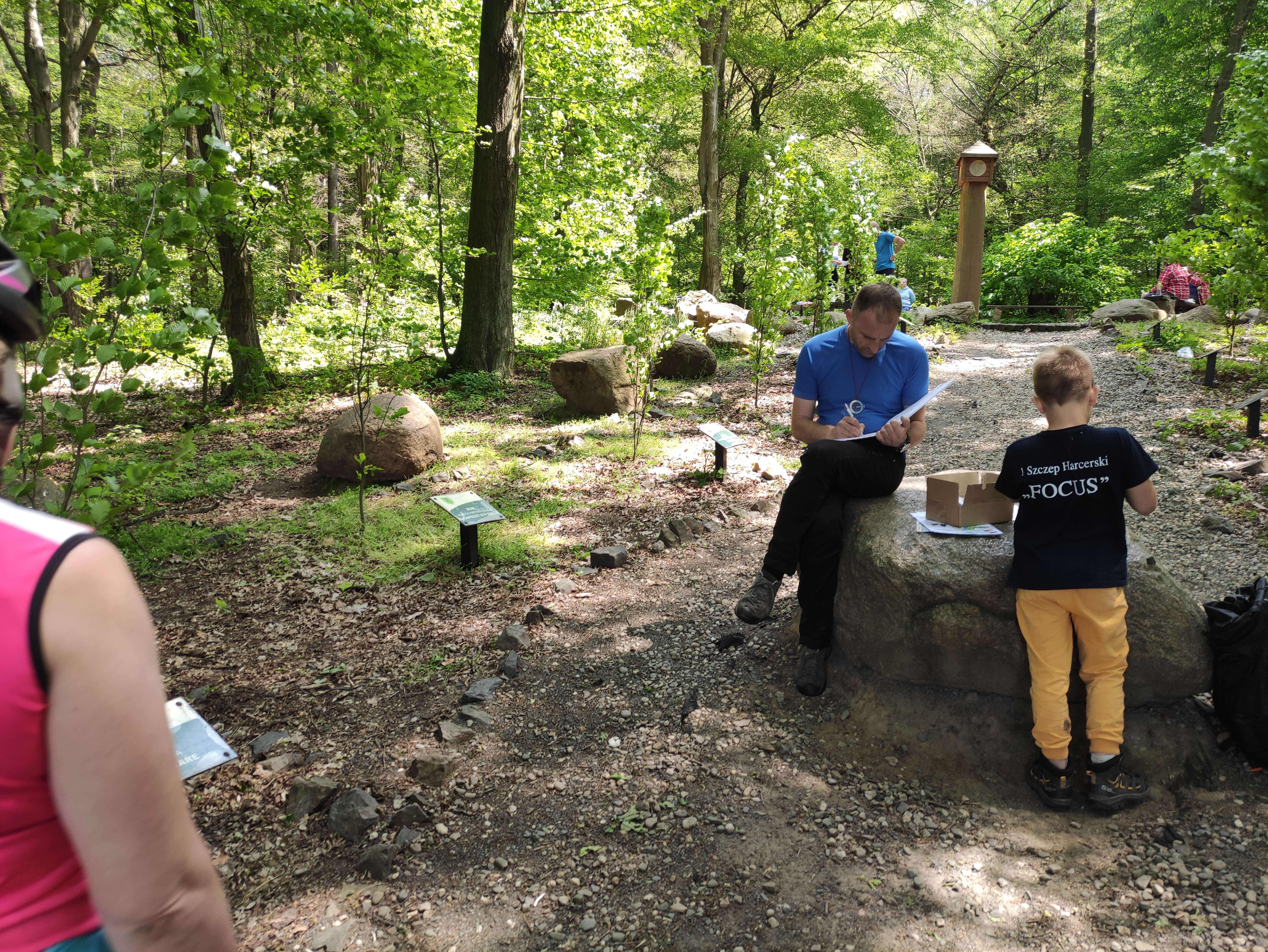
Uprostřed aleje
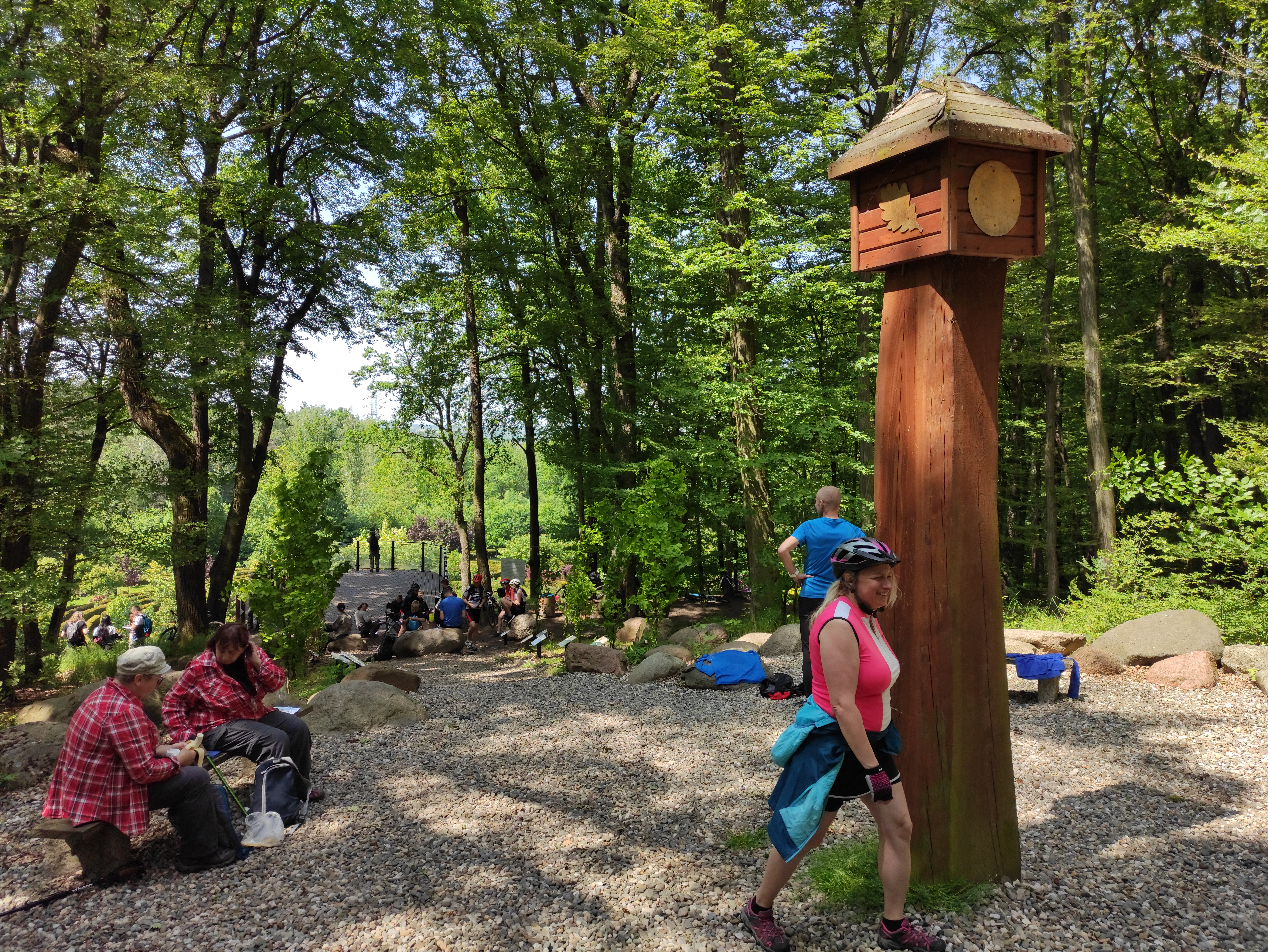
Pohled shora